# Maria Weryho
Maria Weryho-Radziwiłłowiczowa (ur. 29 października 1858 w Pskowie, zm. 8 listopada 1944 w Krakowie) – polska pedagog i pisarka, jedna z prekursorek wychowania przedszkolnego w Polsce. 

## Pochodzenie i wykształcenie
Urodziła się na Witebszczyźnie w rodzinie ziemiańskiej Hilarego i Adeli z Malkiewiczów. Ukończyła gimnazjum rządowe w Pskowie. W latach 1877–1885 studiowała przyrodę na Wyższych Kursach dla Kobiet im. Bestużewa-Riumina w Petersburgu. Jednocześnie uczęszczała na kursy wychowania fizycznego. Ukończyła też 2-letni kurs freblowski, prowadzony przez Polkę Justynę Strzemeską.

## Działalność publiczna
W 1885 przyjechała do Warszawy, gdzie rozpoczęła pracę jako nauczycielka na konspiracyjnych kursach pedagogicznych, zorganizowanych przy pensji Henryki Czarnockiej. Dwa lata później założyła własny zakład freblowski. Z czasem liczba tych zakładów wzrosła do 16 (w 1896). Jednocześnie prowadziła kursy dla wychowawczyń przedszkolnych ochronek wiejskich, które po 1918 r. przekształcono w Państwowe Seminarium. Podczas I wojny światowej była naczelnikiem Sekcji Ochron w Wydziale Oświecenia m.st. Warszawy. Założyła wówczas 16 ochronek prowadzonych przez magistrat. W 1918 objęła stanowisko naczelnika Referatu Przedszkolnego w Ministerstwie Wyznań Religijnych i Oświecenia Publicznego. Pełniła je do 1926 kiedy to referat został zlikwidowany. W latach 1926–1939 pracowała w redakcji czasopisma „Wychowanie Przedszkolne”.
Od 1903 była żoną psychiatry Rafała Radziwiłłowicza.
Zmarła w Krakowie. Pochowana na cmentarzu Powązkowskim w Warszawie (kwatera 292-5-16,17).

## Ordery i odznaczenia
- Krzyż Niepodległości[2]

## Publikacje
- Śpiewy i zabawy dziecięce w pokoju i w ogródku, 1890.
- Wychowanie przedszkolne, wspólnie z J. Strzemeską 1895.
- Las: książka przeznaczona dla dzieci od lat 6-ciu do 10-ciu, Gebethner i Wolff 1901.
- Jak zająć dzieci w wieku przedszkolnym: pogadanki, rozmowy, zabawy i robótki, Gebethner i Wolff 1907.
- Zabawy i zajęcia dziecięce, M. Arct, 1909.
- Co się z czego robi i skąd pochodzi: zbiór praktycznych wskazówek dla wychowawców i nauczycieli początkowych, M. Arct, 1917.
- Cztery pory roku w pogadankach z dziećmi w domu i w ochronie, M. Arct, 1917.
- Roboty z papieru, M. Arct, 1922.
- I ja już czytam: 50 powiastek dla małych dzieci, Gebethner i Wolff, 1931.
- Jak to bywa...: powiastki dla dzieci, Z. Pomarański, 1931.
- Opowiem wam: powiastki dla dzieci, Z. Pomarański, 1931.
- Co słonko widziało: 34 powiastki dla małych dzieci, Książnica-Atlas, 1933[4].

## Upamiętnienie
W 2007 miesięcznik „Bliżej Przedszkola” ustanowił Nagrodę im. Marii Weryho-Radziwiłłowicz, która przyznawana jest osobom i instytucjom przyczyniającym się do wszechstronnego rozwoju małego dziecka.